# Піросеквенування

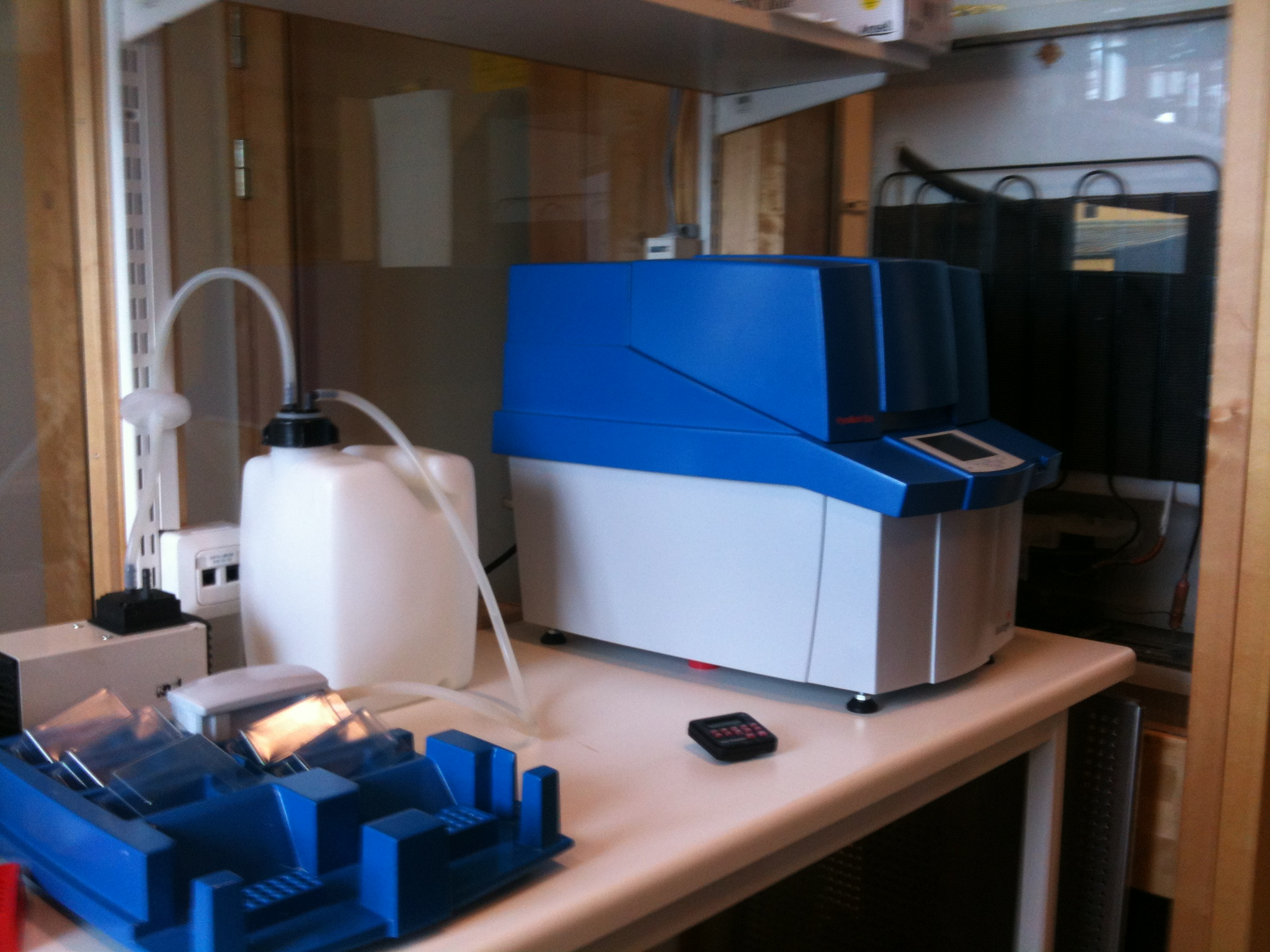
Піросеквенсер Pyromark Q24 з робочою станцією

Піросеквенування (англ. Pyrosequencing, швед. Pyrosekvensering) — метод визначення послідовності нуклеотидів ДНК, що ґрунтується на принципі «синтез через інкорпорацію», на відміну від секвенування Сенгера (англ. Sanger sequencing), де використовується капілярний електрофорез. Цю технологію створили дослідники Пол Нюрен (швед. Pål Nyrén) та його PhD-студент Мостафа Ронаджі (англ. Mostafa Ronaghi) у Королівському Технічному Інституті (швед. Kungliga Tekniska Högskolan, KTH) у Стокгольмі, у 1996 р.

## Галузі застосування
- Епігенетика
  - Метилювання ДНК
- Ветеринарія
  - Визначення патогенної інфекції
- Генетика
  - Визначення зиготності поліплоїдних організмів
  - Визначення поліморфізму окремо взятого нуклеотиду (англ. single nucleotide polymorphism)
- Фармакогенетика
- Судова медицина

## Технологія

### Крок 1
Ампліфікація сегменту ДНК за допомогою ПЛР, при цьому один з праймерів — біотинильований. Після денатурації, біотинильований одноланцюговий ПЛР-амплікон ізолюється та гібридизується з sequencing-праймером.

### Крок 2
Гібридизований праймер та одноланцюговий ПЛР-амплікон інкубуються з наступними ензимами: ДНК-полімераза, АТФ-сульфураза, люцифераза, апіраза, а також з субстратами аденозин-5'-фосфосульфатом (АФС) та люциферином.

### Крок 3
До реакції додається один з дезоксирибонуклеотид-три-фосфат (дНТФ) — дАТФ, дТТФ, дГТФ чи дЦТФ. ДНК-полімераза каталізує додавання певного дНТФ до sequencing-праймера. Коли є комплементарність до нуклеотида в ланцюгу ПЛР-амплікона, відбувається інкорпорація. Кожна вдала інкорпорація супроводжується вивільненням пірофосфату (ПФі), в кількості, що еквімолярна кількості інкорпорованих нуклеотидів.

### Крок 4

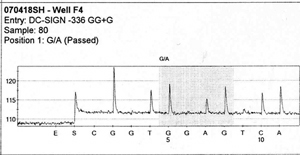
Типовий приклад Пірограми, в якій демонструється послідовність нуклеотидів певного фрагменту ДНК

АТФ-сульфураза конвертує ПФі в АТФ в присутності АФС. Цей АТФ реагує з люциферином, внаслідок чого люциферин конвертується в оксилюциферин, що супроводжується генерацією видимого світла, кількість якого пропорційна кількості АТФ. Це світло, що продукується внаслідок люциферин-каталізуючої реакції фіксується спеціальними CCD-сенсорами, які передають сигнал до комп'ютера, програмне забезпечення якого конвертує сигнали та виводить дані у вигляді піків, з яких формується пірограма (англ. Pyrogram). Висота кожного піка пропорційна кількості інкорпорованих нуклеотидів.

### Крок 5
Завдяки апіразі відбувається деградація неінкорпорованих нуклеотидів та АТФ. Коли деградація завершується, додається інший нуклеотид.

### Крок 6
Додавання дНТП відбувається послідовно. Слід зазначити, що деоксиаденозин алфа-тіо трифосфат використовується для заміни природного деоксиаденозин-трифосфату дАТФ, який використовується ДНК-полімеразою, але не взаємодіє з люциферазою. Коли процес продовжується, комплементарний ланцюг ДНК елонгується та формує послідовність нуклеотидів та у вигляді сигналів (піків) відображається як пірограма.